# Piet de Vries
Piet de Vries (n. Róterdam, 6 de marzo de 1939) es un exfutbolista neerlandés que jugaba en la demarcación de centrocampista.

## Selección nacional
Jugó un total de un partido con la selección de fútbol de los Países Bajos. Lo hizo el 13 de mayo de 1959 en calidad de amistoso contra Bulgaria en un encuentro que finalizó con un resultado de 3-2 a favor del combinado búlgaro tras los goles de Ivan Kolev, Aleksandar Vasilev, Georgi Sokolov por parte del combinado búlgaro; y de Leo Canjels por partida doble para los Países Bajos.

## Clubes
| Club             | País         | Año         | Partidos | Goles |
| ---------------- | ------------ | ----------- | -------- | ----- |
| Sparta Rotterdam | Países Bajos | 1956 - 1965 | 214      | 54    |

## Palmarés

### Campeonatos nacionales
| Título                   | Club             | País         | Año  |
| ------------------------ | ---------------- | ------------ | ---- |
| Eredivisie               | Sparta Rotterdam | Países Bajos | 1959 |
| Copa de los Países Bajos | Sparta Rotterdam | Países Bajos | 1958 |
| Copa de los Países Bajos | Sparta Rotterdam | Países Bajos | 1962 |